# Unión de Juventudes Comunistas de España
La Unión de Juventudes Comunistas de España (UJCE) o Juventud Comunista es una organización política juvenil de ideología comunista en España. Es la organización juvenil del Partido Comunista de España (PCE), aunque entre junio y septiembre de 2023 las relaciones entre ambas entidades estuvieron suspendidas, lo que resultó en la destitución de la dirección de la UJCE y la formación de una Comisión Promotora.
Su origen se remonta a 1921, como resultado de la unión de las organizaciones juveniles comunistas vinculadas al Partido Comunista Español (fundado en 1920 por las Juventudes Socialistas) y al Partido Comunista Obrero Español (fundado en 1921 por militantes escindidos del PSOE). Actualmente está integrada en la Federación Mundial de la Juventud Democrática.

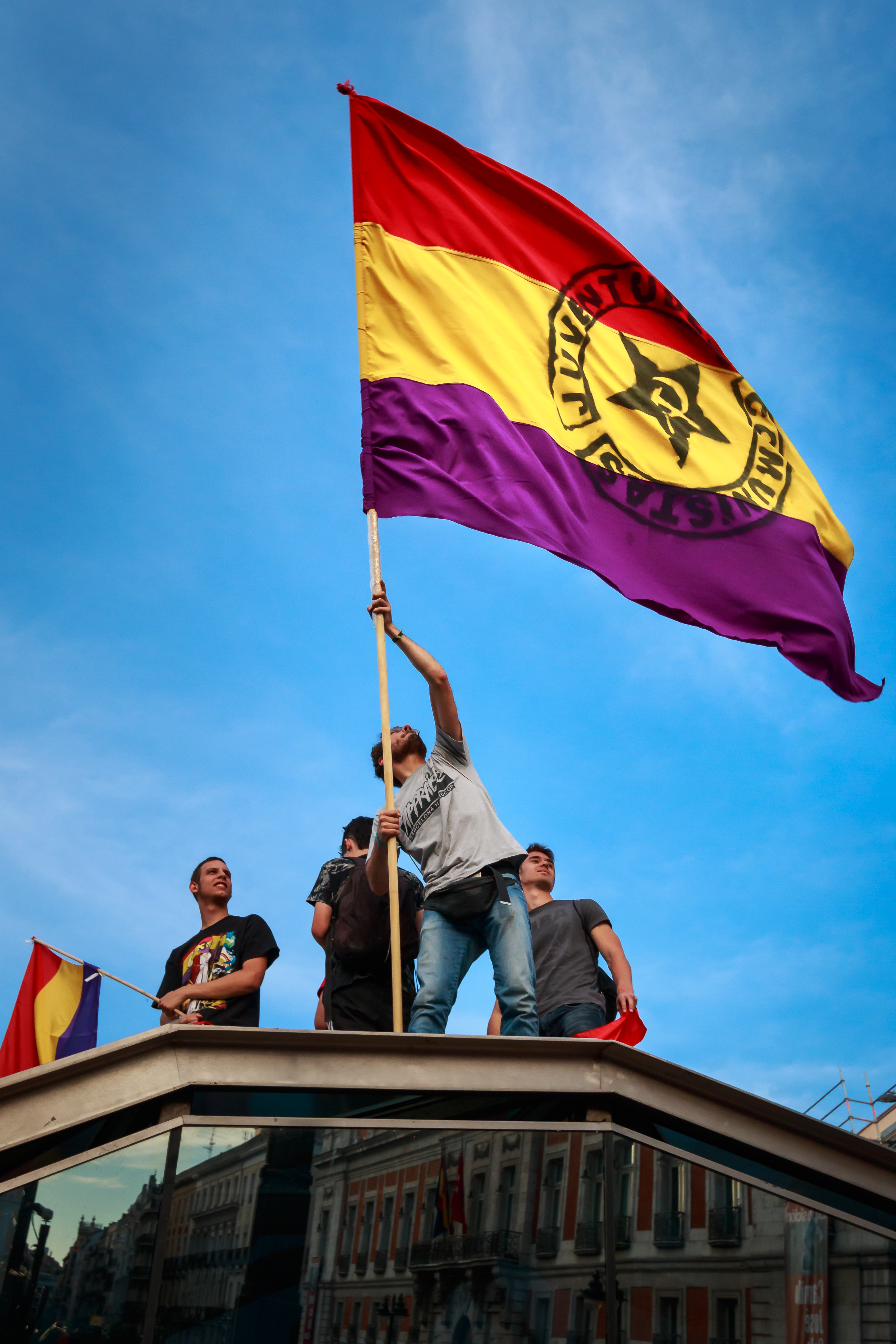
Manifestante en Madrid sujeta una bandera republicana española con el antiguo anagrama de la UJCE.

## Historia

### Fundación e inicios

#### Nacimiento de la UJCE (1921)
Tras la Revolución de Octubre de 1917 en Rusia, la Federación de Juventudes Socialistas aprobó su ingreso inmediato y sin condiciones en la Internacional Comunista. En abril de 1920 se constituyen como Partido Comunista Español, organizando la Federación de Juventudes Comunistas, adherida a la Internacional Juvenil Comunista (IJC).
En 1921 el Congreso del PSOE decide por estrecho margen de votos no ingresar en la Internacional Comunista. Los partidarios del ingreso deciden crear el Partido Comunista Obrero Español. A su vez, las reorganizadas Juventudes Socialistas deciden una vez más apoyar a la Internacional y se reorganizan como Unión Juvenil Comunista.
El 14 de noviembre de 1921 se unieron ambos partidos formando el Partido Comunista de España. En ese mismo mes, las dos Federaciones Juveniles Comunistas se fusionaron, dando lugar a la Unión de Juventudes Comunistas de España, nombrando como su primer secretario general a Tiburcio Pico. 
En 1922 fue cuando se celebró la conferencia nacional de unidad de la surgió formalmente la UJCE. Durante sus primeros años «no pasó de unos centenares de afiliados, entre otras razones por la cooptación de los jóvenes para un PCE en formación y sin cuadros y por la coincidencia del periodo de estructuración y organización con la Dictadura de Primo de Rivera». La UJCE, al igual que el PCE y a diferencia de las FSJ, el PSOE y la UGT, se opuso a la dictadura de Primo de Rivera y llamó a la juventud a la lucha, sin resultados apreciables. Es un periodo en el que tanto el PCE como la UJCE conocen por primera vez la clandestinidad. 
En agosto de 1922 había aparecido el primer órgano de prensa de la UJCE, titulado "El Joven Comunista". En los dos primeros años, la actividad de la UJCE se había centrado en la lucha contra la guerra de Marruecos.

#### La Segunda República (1931-1936)
El 14 de abril de 1931 se proclamó la Segunda República Española pero este hecho no supuso un crecimiento de la UJCE debido a que «los ataques a la política republicana y la defensa de una revolución de tipo soviético aislaron en 1931 a los comunistas españoles» y a que el mantenimiento de la política de «clase contra clase» acordada en el VI Congreso de la Internacional Comunista (1928) les llevó al enfrentamiento contra las otras fuerzas obreras: el PSOE, que durante el primer bienio formó parte del gobierno en coalición con los republicanos de izquierda, y la CNT. Para intentar salir del aislamiento político en que se encontraba la UJCE intentó infiltrarse en otras organizaciones y atraerse a los numerosos jóvenes parados. En junio de 1933 la UJCE dijo contar con algo más de 11 000 militantes.
En 1932 se celebró en Bilbao el II Congreso de la UJCE, caracterizado por la renovación interna. Se reorganizó el movimiento juvenil comunista y se publicó un periódico infantil. Como secretario general se eligió a Trifón Medrano. En 1933 la UJCE se organizaba ya en células de empresas, por barrios y pueblos de toda España. Con la llegada al poder de los nazis en Alemania en enero de 1933, pasó al primer plano la lucha contra el fascismo. En este sentido se apoyó una primitiva versión del Frente Popular, auspiciada por el PCE, la CGTU (sindicato comunista) y la UJCE en las elecciones de noviembre de 1933, con pobres resultados, pese a incrementar el voto con respecto a anteriores convocatorias.
Un mes antes de celebrarse las elecciones se constituyó en Madrid por iniciativa de la UJCE el Comité Nacional de Jóvenes contra la Guerra y el Fascismo, que celebró su congreso en julio de 1934. La UJCE consiguió que colaboraran en el Comité las organizaciones juveniles republicanas y algunos militantes de la Federación de Juventudes Socialistas (FJS).

### Las Juventudes Socialistas Unificadas (1936)
La dinámica de unidad antifascista y obrera lleva a que la UJCE y las Juventudes Socialistas, dirigidas por Santiago Carrillo, inicien conversaciones de cara a la unidad de acción en la lucha contra el fascismo. La Revolución de octubre de 1934 en Asturias acelera la cooperación. Tras la represión de la Revolución, los jóvenes comunistas y socialistas comenzaron a reagrupar sus fuerzas con el objetivo de lograr la amnistía, creando el primer comité de enlace entre ambas juventudes.
El VII Congreso de la Internacional Comunista y el VI Congreso de la Internacional Juvenil Comunista afianzan decisivamente esta orientación unitaria, suponiendo el comienzo de una política de alianzas con los jóvenes pacifistas, liberales, republicanos, católicos, libertarios, etc., pero, sobre todo, con los jóvenes socialistas, presentes en el Congreso de la IJC.
El 15 de enero de 1936 se constituye el Frente Popular. En las elecciones celebradas el 16 de febrero se impuso la coalición del Frente Popular, se liberaron los presos políticos y se empezó a desarrollar el programa político de la alianza. Dos delegaciones de la UJCE y las JJSS viajaron a Moscú para discutir las bases de la unidad con la dirección de la IJC: defensa diaria de los intereses de la juventud trabajadora, educación en el marxismo-leninismo y el internacionalismo proletario, capacitación de los jóvenes obreros para fortalecer y desarrollar la organización y luchar en la vanguardia de la juventud, agrupándola contra el fascismo y por la victoria del socialismo. 
En marzo de 1936 finalmente se fusionan la UJCE y las JJSS, dando lugar a las Juventudes Socialistas Unificadas (JSU). Su secretario general fue Santiago Carrillo. Las JSU mantenían relaciones fraternales con el PSOE y el PCE, aunque se inscribía dentro de la estrategia unitaria de construir un partido obrero único que reuniera a ambos. Sin embargo esta tentativa no llegó a consumarse, salvo en Cataluña, con la fundación del Partido Socialista Unificado de Cataluña. A finales de 1936, la mayoría de la dirección de las JSU anuncia su ingreso en el PCE.
Pese a que la intención inicial era celebrar un Congreso de Unificación en agosto de 1936, el estallido de la guerra civil española truncó esa posibilidad. Sin embargo, en enero de 1937 se celebró una conferencia nacional en Valencia que pretendió cubrir las carencias que se arrastraban del proceso inconcluso de unificación. Sectores socialistas cercanos a Francisco Largo Caballero se agarraron al hecho de que no se produjera el Congreso de Unificación para sostener que la unidad no se había producido. A su vez, negaron la legitimidad de la conferencia, despreciándola como operación de los comunistas para controlar a la organización unificada.
La JSU ingresó en la Internacional Juvenil Socialista (IJS) con unas condiciones previas encaminadas al acercamiento entre la IJC y la IJS. Con el ingreso de la JSU en la IJS, las relaciones con la IJC, lejos de disminuir, se intensificaron. La experiencia unitaria de la JSU en España se convertía en punto de referencia para la unidad de la IJC y la IJS.
La JSU fue durante este periodo la organización juvenil política más fuerte del bando republicano, con 250 000 militantes a los pocos meses de comenzar la guerra y contando con más de medio millón al acabar la contienda. Organizó sus propios batallones, distinguiéndose especialmente en la Defensa de Madrid. También se caracterizó la JSU, desde el comienzo de la guerra, por su apuesta firme por la creación del Ejército Popular. 
En agosto de 1937 se crea la Alianza Juvenil Antifascista, formada por la juventud de Unión Republicana, la juventud de Izquierda Republicana, la juventud de Izquierda Federal, la UFEH, la Juventud del Partido Sindicalista, las Juventudes Libertarias y la propia JSU. También destacó su labor social y recreativa, organizando la Olimpiada Juvenil, clubes deportivos y de ocio, etc.
En otoño de 1938, por otro lado, sectores del PSOE contrarios a la influencia comunista en la JSU deciden reorganizar sus Juventudes.

### La dictadura franquista (1939-1975)

#### Clandestinidad
Tras la derrota de las fuerzas republicanas vendría una segunda clandestinidad de casi 40 años. Durante los años de la posguerra, la JSU apoyó la lucha guerrillera con dos divisiones del "maquis" y se planteó como objetivo prioritario salvar de la represión a los jóvenes.
En octubre de 1945, se constituyó en Londres la Federación Mundial de la Juventud Democrática (FMJD), que agrupó a organizaciones juveniles de 63 países, siendo la JSU organización fundadora.
Mientras tanto, jóvenes socialistas vinculados al PSOE organizan el I Congreso en el exilio de la Juventud Socialista de España en territorio francés, con lo que la JSU quedó herida en su carácter unitario.
Durante la década de 1950, la JSU va desapareciendo, al ir ingresando la mayoría de sus cuadros en el PCE, e ir el PSOE impulsando su propia organización juvenil.

#### La reconstitución de la UJCE
En el VI Congreso del PCE en 1960, en vista del incremento de la oposición social al franquismo, el repunte del movimiento obrero con el nacimiento de las Comisiones Obreras (CCOO) y el crecimiento de la influencia del PCE en la sociedad, se decide la recuperación de la organización juvenil comunista adaptada a la nueva situación. 
En octubre de 1961, el pleno del Comité Central del PCE acuerda la reconstitución de la UJCE, nombrándose como secretario general a Agustín Gómez Huerta. 
Se trató, en ese momento, de organizar círculos de jóvenes vinculados a las células del PCE correspondientes. Ante la imposibilidad de organizar un Congreso, la UJCE se dota de un programa y unas normas de funcionamiento, pero sin órganos propios de dirección en la reunión de su II Pleno. Las normas definían a la UJCE como heredera de la JSU, marxista-leninista, centralista democrática y federalista, reconociendo la autonomía de sus delegaciones en el País Vasco, Galicia y Cataluña. Como organización de base, se constituyen los círculos y, allí donde hubiera un gran desarrollo organizativo, los grupos, que coordinaban varios círculos.
En 1967 la UJCE impulsa las Comisiones Obreras Juveniles (COJ), vinculadas al movimiento sindical de las Comisiones Obreras (CCOO). En 1969 comienza a crear y poner en funcionamiento los "Comandos Juveniles", a los que se define como "grupos móviles de acción de jóvenes obreros y estudiantes". 
A principios de la década de 1970 la UJCE tiene ya implantación en toda España. Por ello, la dirección del PCE se plantea articular estatalmente a la UJCE y con ese objetivo se convoca una Conferencia de la UJCE en 1970. A su vez, el 9 de junio de 1970 se constituye el Comité Nacional de la Juventud Comunista de Cataluña. Se realizaron nuevas conferencias en 1972 y 1973 que consolidaron un núcleo de dirección nacional estable.
En abril de 1975 tiene lugar en París la III Conferencia de la UJCE. Pilar Brabo, como miembro del Comité Ejecutivo del PCE, coordinaría sus trabajos y a su vez ejercería de enlace entre la dirección de la UJCE y la dirección del PCE. En esta Conferencia se elegiría un Secretariado Político compuesto por representantes de las principales organizaciones de la UJCE.
Justo un año después, en abril de 1976, se convoca clandestinamente en Madrid la IV Conferencia de la UJCE, que tuvo que ser desconvocada "in situ" ante las escasas garantías de seguridad que existían. Efectivamente, tras la fallida Conferencia, el Secretariado, conformado por 8 miembros, es detenido en su totalidad y retenido en los sótanos de la Dirección General de Seguridad, en la madrileña Puerta del Sol. El entonces Ministro de la Gobernación, Manuel Fraga, les aplica la Ley Antiterrorista y les acusa de estar detrás de la convocatoria ilegal del 1 de mayo. Ante la presión de familiares y abogados fueron posteriormente liberados sin cargos.
La IV Conferencia se celebró finalmente los días 10 y 11 de octubre de 1976 en un convento a las afueras de Barcelona, todavía en la clandestinidad. En ella se reúnen casi 200 delegados procedentes de toda España, que debaten el manifiesto y eligen un Comité Central de más de 90 miembros. Se trata del primer intento serio de dotar a la UJCE de una existencia real como organización unitaria en todo el país. Como secretario general es elegido el gallego Ángel Ezama, que al tener que acudir al servicio militar, es pronto sustituido por el catalán Domènec Martínez.
En esta Conferencia, la UJCE se plantea pasar de 20 000 a 100 000 militantes (la consigna que lanza la Conferencia es "Hacia la UJCE de los cien mil") y 50 000 adscritos al órgano de expresión aprobado en la Conferencia: "El Manifiesto". Se concibe la UJCE como amplia organización de masas, como "movimiento joven para la libertad y el socialismo", con "uniones" como organizaciones de base y "federaciones" en cada provincia, región o nacionalidad. Las "uniones" eran concebidas como amplios espacios de actividad diversificada, de formación, debate, ocio, tiempo libre y reivindicación política. También se acuerda la celebración de un I Congreso de la UJCE para finales de 1977.
El 9 de abril de 1977, conocido desde entonces como Sábado Santo rojo, el Gobierno legaliza el PCE y consecuentemente de la UJCE, que carece de identidad jurídica propia al margen del PCE, registrando esta última una importante actividad en universidades, institutos y núcleos juveniles.
En las primeras elecciones, en junio de 1977, Josep Maria Riera, secretario general de la JCC, sería elegido diputado a las Cortes en la lista del PSUC. Fue el primer militante de la Juventud Comunista en ser diputado en el Congreso. 

### Transición y ruptura interna (1975-1986)
Tras la IV Conferencia, la UJCE entró en crisis. De los 100 000 militantes que se buscaba afiliar, apenas se alcanzaron los 40 000. El modelo organizativo "abierto" y "de masas" derivó en una estructura hipertrofiada, con comités inestables, "uniones" sin continuidad en el trabajo, imprevisión, debilidad ideológica, etc. 
En medio de esta situación, se celebra el I Congreso de la UJCE en mayo de 1978, donde afloran tendencias socialdemócratas y antisoviéticas, marcadas por la influencia del eurocomunismo. Como objetivo estratégico, se plantea el desarrollar un movimiento juvenil democrático, que ayude a consolidar la Transición e introduzca en su agenda política las reivindicaciones de la juventud. Se trata de una UJCE muy compenetrada con el PCE y su proyecto eurocomunista. Es una organización centrada en la temática juvenil y el trabajo institucional, donde se propone la creación de un "Consejo Federal de la Juventud" en el que participen todas las organizaciones juveniles del país. 
Se pasó a un modelo organizativo un poco más definido y perfilado, donde los "colectivos" sustituían a las "uniones". La organización se dotó de un manifiesto ideológico y unos estatutos, donde se definía como "marxista revolucionaria", y un Comité Federal de más de 70 miembros. Como órgano de expresión se edita "El Manifiesto". Se constituyeron nuevas federaciones en Andalucía, Canarias o el País Valenciano. Mientras el proceso autonómico no se perfilara, las regiones que no constituían una nacionalidad carecían de estructura, siendo las federaciones constituidas según las provincias. Como secretario general se reeligió a Josep Palau, que había sustituido poco antes a Domènec Martínez al haber tenido que asumir este tareas de dirección en el PSUC.
El 29 de abril de 1979 es asesinado en Madrid el joven comunista Andrés García Fernández a manos de varios militantes de las organizaciones ultraderechistas Fuerza Nueva y Frente de la Juventud, ante lo cual el gobernador civil de Madrid declaró en rueda de prensa que "la cota de violencia es normal en Madrid". La manifestación del 1 de mayo de ese año se convirtió en un homenaje a Andrés, y centenares de miles de personas gritaron indignadas por las calles de la capital: “Fuerza Nueva, asesina” y “Vosotros, fascistas, sois los terroristas”.
En 1980 es elegido como Presidente Nacional de la UJCE Gabriel Arenas Romasanta, sevillano, y uno de los dirigentes de la UJCE, más abierto al eurocomunismo, dimitiendo de su cargo en 1981.
Ese mismo año tiene lugar la V Conferencia de la UJCE. En ella, lejos de superar la crisis, se profundiza en ella. Tras una fuerte autocrítica, en la que se define el estado de la organización como "caótico", emergen tendencias influidas por los debates de la autonomía obrera italiana y el situacionismo francés. Como líder de esta corriente se sitúa el primer secretario general de la UJCE andaluza, Francisco Garrido Peña (diputado de Los Verdes en el Congreso de los Diputados por las listas del PSOE entre 2004 y 2008), que ya fue expulsado de Cuba durante la celebración del XI Festival Mundial de la Juventud y los Estudiantes en La Habana en agosto de 1978, acusado de pasar propaganda que atacaba al Gobierno cubano y reunirse con grupos de opositores. Estas tendencias proponen la disolución de la UJCE en un movimiento juvenil tenido por sujeto principal de la revolución articulado en torno al potencial del "pasotismo", definido como "antiautoritario" y "revolucionario". La mayoría de la dirección de la UJCE, identificada con el eurocomunismo, se posiciona en contra de estas posturas. Tras la Conferencia, los dirigentes de la tendencia minoritaria abandonan la organización.
Posteriormente, y como vía para superar la crisis, se pide la ayuda del Partido con la celebración de un seminario entre el PCE y la UJCE sobre juventud, en el que se analiza el fenómeno "pasota" y la crisis de la UJCE, resolviéndose que la elaboración de la política juvenil de los comunistas debía ser obra conjunta del PCE y la UJCE, al ser ésta incapaz por sí sola de plantear políticas juveniles. Para tal fin, se constituye una Comisión de Juventud en el Comité Central del PCE, con presencia de la UJCE.
A principios de los década de 1980 el eje estratégico fue la lucha contra la entrada de España en la OTAN y el despliegue en Europa de los misiles nucleares de alcance medio, conocidos como "euromisiles", desde otoño de 1983. 
El II y III Congreso, celebrados en 1981 y 1984 respectivamente, confirmaron la tendencia eurocomunista de la UJCE que, al igual que en el PCE, convulsionarían a la organización en lo interno.
En 1983 se promueve, junto con el Movimiento de Jóvenes Comunistas de Francia (MJCF), la Federación Juvenil Comunista Italiana (FGCI) y demás, el Festival Mediterráneo de la Juventud, que tendría otras dos ediciones. Ese mismo año se funda el Consejo de la Juventud de España, del cual la UJCE es organización fundadora. En su primera Comisión Permanente, una de las dos vicepresidencias recae en la UJCE.
En el ámbito interno, la ruptura producida en Cataluña, donde una parte de la dirección del PSUC opuesta al eurocomunismo es expulsada, formando entonces el Partido de los Comunistas de Cataluña (PCC) en 1982, tiene su reflejo en la organización juvenil, con la formación de los CJC-Joventut Comunista como escisión de la Joventut Comunista de Catalunya.
El mismo proceso que se dio en esos años en territorio catalán, con la división y crisis en el Partido y la Juventud, la salida o expulsión de elementos opuestos al eurocomunismo y la formación de nuevas organizaciones comunistas, se da en el resto de España entre 1984 y 1986. Así, en enero de 1984 tiene lugar el Congreso de Unidad de los Comunistas, donde se funda el actual Partido Comunista de los Pueblos de España (PCPE), que reconoce al PCC como referente en Cataluña. Un año después, en enero de 1985, el Comité Central del PCPE acuerda la formación de los Colectivos de Jóvenes Comunistas (CJC). Pese a formarse con un componente mayoritariamente nuevo, la constitución de los CJC supuso pérdidas de militancia para la UJCE, sobre todo en las zonas de mayor implantación de la organización. Los CJC celebrarían su I Congreso en enero de 1986 y pasarían a formar parte, como la UJCE, de la Federación Mundial de la Juventud Democrática.

### Procesos de unidad de la UJCE (1988-1989)
En enero de 1988 se celebra el IV Congreso, alumbrado por las masivas movilizaciones estudiantiles de los años 1986 y 1987, en las que la UJCE estuvo altamente implicada, lo que permitió que un gran número de cuadros que se forjaron al calor de las luchas se incorporaran a las tareas políticas de la UJCE. 
El Congreso presentó las "7 propuestas para la unidad en la lucha y en las alternativas del movimiento juvenil progresista", que se concretaban en:
- Democratización del Estado.
- Defensa de una Educación pública, de calidad y no discriminatoria.
- Impulso del Empleo Juvenil.
- Defensa de la Paz, la Solidaridad y el Medio Ambiente.
- Conquista de derechos individuales y colectivos, por la objeción de conciencia, por la igualdad de la mujer y contra la discriminación por práctica sexual.
- Movilización contra la marginación juvenil por causa de la drogodependencia, la explotación infantil o la criminalización.
- Apoyo de las Administraciones Públicas al asociacionismo juvenil.

A su vez, el Congreso preparó lo que finalmente resultaría como la Plataforma Juvenil por el Empleo, una de las experiencias unitarias más importantes de los jóvenes de izquierdas en los últimos años, que protagonizó movilizaciones emblemáticas, como la manifestación del 1 de diciembre de 1988, que reunió a casi 200 000 jóvenes[cita requerida] y constituyó una de las mayores movilizaciones juveniles de la historia de España y que sirvió como prólogo de la histórica huelga general del 14 de diciembre de 1988. 
Al calor de las experiencias unitarias, y especialmente de Izquierda Unida (IU), se celebró un nuevo Congreso de Unidad (mayo de 1989) donde gran parte de los CJC se reintegran en la UJCE.

### La UJCE dentro de Izquierda Unida (1990)
En junio de 1990 la UJCE afronta en su V Congreso un duro debate motivado por la caída del bloque socialista, con posiciones que cuestionaban su propia existencia o la necesidad de congelar su actividad en favor de unas nuevas juventudes de IU.
El debate se salda con la salida de los partidarios de la disolución tras quedar en minoría. Como secretario general fue elegido Enrique Santiago (actual secretario general del PCE), cargo que ocuparía hasta 1993. En el XIII Congreso del PCE, en diciembre de 1991, la UJCE fue reconocida como organización independiente y políticamente autónoma, vinculada en lo estratégico al PCE. En este Congreso jugó un importante papel frente a los sectores que proponían la disolución del PCE.
En la III Asamblea de IU, celebrada en marzo de 1992, la UJCE fue reconocida como organización política adherida a IU y se posicionó contra la idea de constituir a IU como un partido político al uso, defendiendo las tesis de la dirección del PCE, con Julio Anguita a la cabeza, de pasar de la fase de coalición a la de movimiento político y social.
Tras el V Congreso de la UJCE, la organización impulsó movilizaciones juveniles contra la Primera Guerra del Golfo y la "Iniciativa Juvenil por la Paz". También fue destacable la campaña contra la Ley de Seguridad Ciudadana promovida por el gobierno socialista (denominada Ley Corcuera, en referencia al Ministro del Interior que la apoyó) en 1992, lo que motivó el impulso de la "Iniciativa Juvenil por las Libertades".

### Crisis y reorganización (1990-2006)

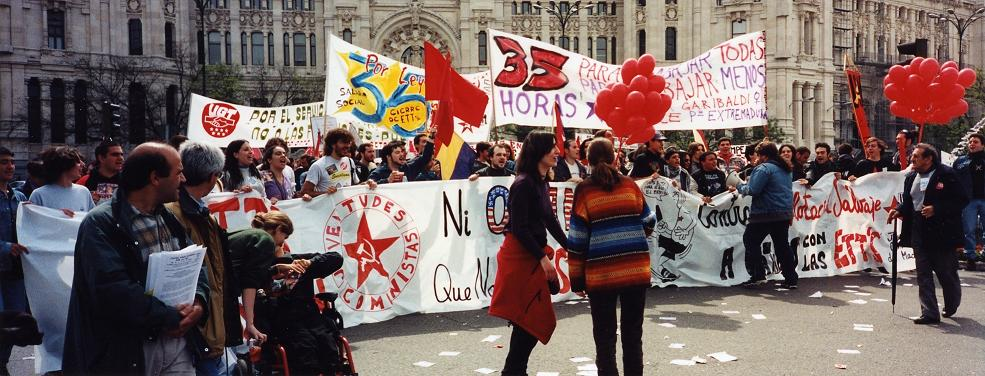
Cortejo de la UJCE en Madrid, durante la manifestación por el 1 de mayo de 1999.

La década de 1990 resultó extraordinariamente convulsa para la UJCE. Debido a las sucesivas crisis del PCE, se produjo el desmantelamiento de la UJCE en prácticamente todas las comunidades autónomas. Solo las federaciones de la Comunidad de Madrid y Andalucía permanecieron con estructuras estables y consolidadas, pero tampoco fueron ajenas a profundas crisis y escisiones, frecuentemente motivadas por los conflictos internos del PCE. No fue hasta el VIII Congreso de la UJCE cuando consiguieron cambiar la tendencia autodestructiva y afrontar la reconstrucción de la organización y la adopción de una estrategia propia.
En cuanto a los debates de la UJCE en este período, se centraron en la readopción del leninismo como definición ideológica (aprobada en el VI Congreso de la UJCE, en abril de 1993), la aplicación de la unidad de acción y desarrollo de la sectorialización y la reasunción del centralismo democrático, esto último en el IX Congreso, celebrado en 2003. En la VIII Asamblea de IU, celebrada en diciembre de 2004, la UJCE apoyó la candidatura encabezada por Enrique Santiago y Virginia Díaz para la coordinación general de Izquierda Unida.
En abril de 2006, se aprobó un protocolo de federación por el cual Joves Comunistes de Catalunya (JC) se convirtió en el referente de la UJCE en Cataluña.

#### El centralismo democrático (2006-2012)
Entre el 8 y el 10 de diciembre de 2006 se celebró el X Congreso de la UJCE, bajo el lema: "Seguimos adelante: organizando la Revolución del Siglo XXI". En este Congreso la organización profundizó en el marxismo-leninismo como base ideológica y reforzó el centralismo democrático como modelo organizativo. Asimismo, en este Congreso, la UJCE puso su empeño en mejorar el sistema de sectorialización que llevaba aplicando desde el VIII Congreso.
Actualmente la UJCE centra su actividad en la reconstrucción de la identidad de clase, la lucha por la democracia participativa y por la restauración de la República, así como por el reconocimiento del derecho a la autodeterminación de los pueblos, tanto de los que conformarían España como del resto del mundo.
En las elecciones municipales de 2007, catorce militantes de la UJCE fueron elegidos concejales de IU.
En la IX Asamblea Federal de IU apoyaron la lista encabezada por Cayo Lara, que fue mayoritaria, siendo elegido este como Coordinador Federal. Cuatro militantes de la UJCE pasaron a formar parte de la dirección de IU.
Entre el 9 y el 11 de abril de 2010 tuvo lugar el XI Congreso de la UJCE, bajo el lema "aprender >> luchar >> vencer", siendo uno de los más concurridos en los últimos 15 años. Se eligió como secretario general a José León Lozano, militante de la organización en la Región de Murcia.
En noviembre de 2011 el joven Alberto Garzón, tras las elecciones generales, salió electo por la circunscripción de Málaga al Congreso de los Diputados, siendo el primer miembro de la UJCE en llegar a dicho cargo.

### La UJCE en las movilizaciones (2012-2016)
En la huelga general convocada por los sindicatos CCOO y UGT el 29 de marzo de 2012, y apoyada por los sindicatos minoritarios y otras organizaciones políticas, la UJCE tomó parte de forma activa en la mayor parte de las ciudades españolas. Lo mismo se puede decir sobre la huelga general llevada a cabo el 14 de noviembre del mismo año. De la misma manera ha estado presente en las movilizaciones estudiantiles que se llevan sucediendo desde la década de 1990, los movimientos sociales (como los "indignados" o la PAH) que han ido surgiendo en el marco de la crisis capitalista. 
La UJCE celebró su XII Congreso en la localidad madrileña de San Fernando de Henares los días 28, 29 y 30 de marzo de 2013, bajo el lema "Conquistar el futuro construyendo socialismo". Tras dicho proceso congresual, la gaditana Anabel García Saucedo fue elegida secretaria general de la UJCE. Dicho Congreso ratificó la apuesta de la UJCE por la creación de poder popular, la apuesta por un proceso constituyente que proclame la III República como vía al socialismo. También se profundizó en la apuesta por la sectorialización, la creación de una estructura de enseñanzas medias y de organizaciones en el Exterior (como respuesta al exilio juvenil) y la permanencia en IU potenciando su política de convergencias.
En 2015 se fundó la Joventut Socialista Unificada de Catalunya (JSUC), la cual reemplazó a Joves Comunistes como organización juvenil del PSUC viu y como referente de la UJCE en Cataluña, tras la integración de esta organización en la Joventut Comunista de Catalunya (referente juvenil de Comunistes de Catalunya). Sin embargo, actualmente la JSUC ya no es el referente de la UJCE en Cataluña, debido a problemas internos entre ambas organizaciones, concluyendo estos en la creación de una organización territorial de la UJCE en Cataluña.
En el ámbito estudiantil, la UJCE está presente en distintas luchas dentro de referentes como Estudiantes en Movimiento y los de este a nivel autonómico.

### Ruptura con la JSUC (2022)
En octubre de 2022 la UJCE anuncia su propio proyecto comunista en Cataluña, a la que asisten antiguos militantes de la JSUC. Días después se hace pública una carta interna donde dos colectivos de la organización anuncian su renuncia al proyecto político de la JSUC por considerarlo «falto de estrategia, oportunista y sumido a los intereses del PSUC Viu». La UJCE hace pública una resolución donde, según ellos, la JSUC ha incumplido una serie de acuerdos mutuos a cerca de la unión organizativa entre las dos juventudes, creando una nueva federación de la UJCE en Cataluña[cita requerida].

### XV Congreso y ruptura con el PCE (2022-2023)
Entre el 14 y el 17 de abril de 2022 tuvo lugar el XV Congreso de la UJCE, donde Alfonso Armesto fue elegido secretario general de la organización. Es en este Congreso donde se aprueba una estrategia de «reconstrucción del Partido Comunista como herramienta revolucionaria fundamental de nuestra clase y con un programa a su altura».

En esta línea y pocos meses después, el 23 de enero de 2023, el Comité Central (máximo órgano entre Congresos) hace público un comunicado en el que anuncia la convocatoria de un Congreso Extraordinario para abordar la «estrategia y la reconstrucción del Partido Comunista».
"Durante el XV Congreso, se encontraron limitaciones que dificultan su actividad política actual. Estas limitaciones están relacionadas con la falta de una estrategia clara para culminar el proceso revolucionario y la necesidad de reconstruir el Partido Comunista, que es crucial para el proyecto comunista en la actualidad. La convocatoria no es por falta de asunción de los acuerdos anteriores, sino por la detección de sus limitaciones a través de un estudio más profundo. Se busca abordar estos límites mediante la autocrítica y la superación, reconociendo la responsabilidad de rearticular el proyecto comunista en su totalidad. La crítica y autocrítica son fundamentales para fortalecer el trabajo político y organizativo y avanzar hacia la germinación definitiva del Partido Comunista."

Logo de la UJCE tras el XIV Congreso y hasta la reconstrucción de la organización por parte del PCE.

Tras meses de tensiones y críticas públicas por parte de la dirección de la UJCE al PCE, el 4 de junio de 2023, el PCE inició un procedimiento de cese y exigencia de responsabilidades a la dirección de la UJCE por «acciones desleales respecto al partido y contrarias a las propias resoluciones congresuales de la UJCE», incluyendo la ruptura de las relaciones con la JSUC. Por su parte, la dirección cesante de esta organización hizo pública una resolución que denunciaba un «intento de intervención a su estructura» por parte de la dirección del PCE.
La dirección de la UJCE aludía a que su proyecto de reconstrucción era incompatible con la «estructura burocrática» del Partido Comunista de España, al que acusó de haberse disuelto en formas políticas y organizativas socialdemócratas (en referencia a la participación del PCE en frentes amplios como Unidas Podemos o Sumar y, como socio minoritario del PSOE, en el Gobierno de España), de no ofrecer una propuesta sólida de reconstrucción del Partido Comunista y de «perseguir a aquellos que defienden esta necesidad política».
El proceso terminó con la formación de una Comisión Promotora en la UJCE, anunciada el 24 de septiembre de 2023 por parte del PCE, a la que se encomendó el propósito de convocar un nuevo Congreso de la organización para restituir su funcionamiento normal. La dirección encabezada por Alfonso Armesto acusó a esta Comisión Promotora de no contar con el apoyo de ninguna militancia de base, que permanecían leales a la dirección cesada de la UJCE.

### Congreso Extraordinario de la UJCE cesada y escisión (2023)
En diciembre de 2023 tiene lugar el Congreso Extraordinario anunciado por la ya cesada dirección de la UJCE. Como resultado del Congreso, y ante una ajustada votación, el 52% de los delegados apoyan la escisión y unificación comunista en torno al Movimiento Socialista, tal y como se venía planteando en los meses previos. Esta escisión pasa a denominarse UJC y es bien recibida por las organizaciones del MS.Sin embargo, la militancia representada por el 44% de los delegados restantes (un 4% se habían abstenido) anuncian que no reniegan de las siglas de la UJCE. En conclusión, la mitad de la organización pasa a integrarse en el MS y la otra mitad mantiene la pugna abierta con la Comisión Promotora anunciada por el PCE y manteniendo al Partido como referencia, alineándose con el sector más crítico del mismo. 

## Afiliación internacional
La Juventud Comunista es miembro integrante de la Federación Mundial de la Juventud Democrática como expresión genuina de la unidad antiimperialista en el plano internacional. Participa en sus debates aportando la perspectiva de la juventud revolucionaria española y bajo la premisa del reforzamiento de la solidaridad internacionalista y la lucha anti-imperilialista. Actualmente desde la primavera de 2024, el valenciano Luis Hidalgo ostenta la presidencia de la organización en representación de la Juventud Comunista.

## Congresos de la UJCE

### De la primera UJCE
- I Congreso. 17 de agosto de 1923.
- II Congreso. 10, 11 y 12 de mayo de 1934. "¡Por el Poder Soviético!"

### De la JSU
La JSU no llegó a realizar su Congreso de Unificación previsto para agosto de 1936 a causa de la guerra civil española.

### De la UJCE reconstituida
- I Congreso. 25, 26, 27 y 28 de mayo de 1978. "Ven con nosotros a cambiar la vida".
- II Congreso. 5, 6, 7 y 8 de diciembre de 1981. "Todos juntos por la democracia, unidos para la paz, juntos por cambiar la vida".
- III Congreso. 22, 23, 24 y 25 de julio de 1984. "La paz para vivir. La acción para crear".
- IV Congreso. 7, 8 y 9 de enero de 1988."Alternativa y lucha ¡... Esto se mueve!"
- Congreso de Unidad. 21 de mayo de 1989. "Construímos alternativa".
- V Congreso. 13, 14 y 15 de julio de 1990. "Por la Nueva Izquierda".
- VI Congreso. 16, 17 y 18 de abril de 1993. "Con la fuerza de la juventud, tenemos la alternativa. ¡No te dejes pisar!"
- VII Congreso. 6, 7 y 8 de diciembre de 1996. "Organízate y lucha".
- VIII Congreso. 4, 5, 6 y 7 de diciembre de 1999. "¡Golpeando junt@s!".
- IX Congreso. 7, 8, y 9 de noviembre de 2003. "La Fuerza de la Unión".
- X Congreso. 8, 9 y 10 de diciembre de 2006. "Seguimos adelante: organizando la Revolución del siglo XXI".
- XI Congreso. 9, 10 y 11 de abril de 2010. "aprender>>luchar>>vencer".
- XII Congreso. 28, 29 y 30 de marzo de 2013. "Conquistar el futuro, construyendo Socialismo".
- XIII Congreso. 24, 25 y 26 de marzo de 2016. "Por una vida a la altura de nuestras luchas. El comunismo es la juventud del mundo".
- XIV Congreso. 19, 20 y 21 de abril de 2019. "¡Digamos basta, hagamos la prueba!"[21]
- XV Congreso. 14, 15, 16 y 17 de abril de 2022. "100 años de práctica revolucionaria, 100 años formándonos para la revolución".[22]

XVI Congreso. 1,2 y 3 de noviembre de 2024. "Formar vanguardia, Construir Partido"

## Secretarios/as generales
| Período                    | Secretario/a General             |
| -------------------------- | -------------------------------- |
| De la primera UJCE         |                                  |
| 1922 (nov-dic)             | Tiburcio Pico                    |
| 1922 - **                  | Luis Portela                     |
| ** - 1932                  | Olmo                             |
| 1932 - 1935                | Jesús Lavín                      |
| 1935 - 1936                | Trifón Medrano                   |
| De la JSU                  |                                  |
| 1936 - 1947                | Santiago Carrillo                |
| De la UJCE clandestina     |                                  |
| 1961 - 1973                | Agustín Gómez (Elías Gutiérrez)  |
| 1973 - 1976                | Antonio Palomares                |
| 1976 - 1977                | Ángel Ezama                      |
| 1977                       | Domenech Martínez                |
| De la UJCE en la legalidad |                                  |
| 1977 - 1984                | Josep Palau i Balletbo           |
| 1984 - 1989                | Jesús Montero Delgado            |
| 1989 - 1990                | Manuel Jiménez                   |
| 1990 - 1993                | Enrique Santiago                 |
| 1993 (abr-nov)             | Aniceto Setién Fonseca           |
| 1993 - 1996                | Carlos Vázquez Galán             |
| 1996 - 1998                | Juan Ramón Soriano Salinas       |
| 1998 - 2000                | Miguel Ángel Gómez Cortines      |
| 2000 - 2001                | Permanente de la Comisión del CF |
| 2001 - 2003                | Rocío Val                        |
| 2003 - 2005                | Raúl Gómez Martínez              |
| 2005 - 2010                | Juan Iglesia Gutiérrez           |
| 2010 - 2013                | José León Lozano                 |
| 2013 - 2016                | Anabel García Saucedo            |
| 2016 - 2019                | Xavier García Fernández          |
| 2019 - 2022                | Guillermo Úcar                   |
| 2022 - 2023                | Alfonso Armesto                  |
| 2023 - 2024                | Comisión Promotora               |
| 2024                       | Raquel Arranz                    |